# Michael Kidd-Gilchrist
Michael Kidd-Gilchrist (ur. 26 września 1993 w Camden jako Michael Gilchrist) – amerykański koszykarz, występujący na pozycji niskiego skrzydłowego.
Uczęszczał do szkoły średniej St. Patrick High School w Elizabeth w stanie New Jersey. W 2011 wystąpił w trzech meczach gwiazd amerykańskich szkół średnich – McDonald’s All-American, Jordan Classic, Nike Hoop Summit, w pierwszym z wymienionych został uznany MVP. Podczas gry w szkole średniej był uznawany za jednego z najlepszych zawodników. W 2011 został uznany za najlepszego zawodnika szkół średnich w kraju (Mr. Basketball USA), był też dwukrotnie nagradzany tytułem najlepszego zawodnika stanu New Jersey (New Jersey Gatorade Player of the Year - 2009, 2011). W 2010 został wybrany do II składu Parade All-American i USA Today All-USA, a rok później do I składu USA Today All-USA i IV Parade All-American.
Był członkiem kadry Stanów Zjednoczonych U-17 na Mistrzostwa Świata U-17 w Koszykówce Mężczyzn 2010. 
14 kwietnia 2010 podpisał list intencyjny uniwersytetu Kentucky. W debiutanckim spotkaniu w barwach Wildcats zdobył 15 punktów, trafiając 5 z 9 oddanych rzutów z gry, i 7 zbiórek. W kwietniu 2012 zdobył z zespołem Wildcats mistrzostwo Stanów Zjednoczonych, pokonując w finale drużynę Kansas Jayhawks. W tym samym miesiącu zgłosił się do draftu NBA. Został w nim wybrany z numerem drugim przez Charlotte Bobcats.
8 lutego 2020 opuścił klub Charlotte Hornets. 11 lutego dołączył do Dallas Mavericks. 28 listopada 2020 został zawodnikiem New York Knicks. 19 grudnia opuścił klub.

## Osiągnięcia
Stan na 20 grudnia 2020, na podstawie, o ile nie zaznaczono inaczej.
NCAA
- Mistrz:
  - NCAA (2012)
  - sezonu zasadniczego konferencji Southeastern (SEC – 2012)
- Zaliczony do:
  - I składu:
    - All-SEC (2012)
    - defensywnego All-SEC (2012)
    - najlepszych pierwszorocznych zawodników SEC (2012)
    - turnieju:
      - NCAA Final Four (2012)[14]
      - Hall of Fame Tip-Off Naismith Bracket (2012)

  - II składu All-American (2012)

NBA
- Zaliczony do II składu debiutantów NBA (2013)[15]
- Uczestnik Rising Stars Challenge (2013)
- Debiutant miesiąca (listopad 2012)

Reprezentacja
- Mistrz świata U–17 (2010)
- Uczestnik turnieju Nike Global Challenge (2008)

## Statystyki w NBA
Na podstawie.

### Sezon regularny
| Sezon   | Drużyna   | M   | S5  | MPG  | FG%   | 3P%   | FT%   | RPG | APG | SPG | BPG | PPG  |
| ------- | --------- | --- | --- | ---- | ----- | ----- | ----- | --- | --- | --- | --- | ---- |
| 2012/13 | Charlotte | 78  | 77  | 26,0 | 45,8% | 22,2% | 74,9% | 5,8 | 1,5 | 0,7 | 0,9 | 9,0  |
| 2013/14 | Charlotte | 62  | 62  | 24,2 | 47,3% | 11,1% | 61,4% | 5,2 | 0,8 | 0,7 | 0,6 | 7,2  |
| 2014/15 | Charlotte | 55  | 52  | 28,9 | 46,5% | –     | 70,1% | 7,6 | 1,4 | 0,5 | 0,7 | 10,9 |
| 2015/16 | Charlotte | 7   | 7   | 29,3 | 54,1% | 42,9% | 69,0% | 6,4 | 1,3 | 0,4 | 0,4 | 12,7 |
| 2016/17 | Charlotte | 81  | 81  | 29,0 | 47,7% | 11,1% | 78,4% | 7,0 | 1,4 | 1,0 | 1,0 | 9,2  |
| 2017/18 | Charlotte | 74  | 74  | 25,0 | 50,4% | 0,0%  | 68,4% | 4,1 | 1,0 | 0,7 | 0,4 | 9,2  |
| 2018/19 | Charlotte | 64  | 3   | 18,4 | 47,6% | 34,0% | 77,2% | 3,8 | 1,0 | 0,5 | 0,6 | 6,7  |
| 2019/20 | Charlotte | 12  | 0   | 13,3 | 34,0% | 29,4% | 77,8% | 2,9 | 0,8 | 0,0 | 0,3 | 4,0  |
| 2019/20 | Dallas    | 13  | 0   | 9,3  | 30,8% | 0,0%  | 80,0% | 2,5 | 0,3 | 0,2 | 0,2 | 0,9  |
| Razem   |           | 446 | 356 | 24,6 | 47,4% | 27,2% | 71,5% | 5,4 | 1,2 | 0,7 | 0,7 | 8,4  |

### Play-offy
| Sezon | Drużyna   | M  | S5 | MPG  | FG%   | 3P%   | FT%   | RPG | APG | SPG | BPG | PPG |
| ----- | --------- | -- | -- | ---- | ----- | ----- | ----- | --- | --- | --- | --- | --- |
| 2014  | Charlotte | 4  | 4  | 22,8 | 51,9% | 0,0%  | 60,0% | 6,5 | 1,5 | 0,0 | 0,5 | 8,5 |
| 2020  | Dallas    | 6  | 0  | 9,2  | 28,6% | 22,2% | 66,7% | 1,0 | 0,5 | 0,2 | 0,2 | 2,3 |
| Razem |           | 10 | 4  | 14,6 | 43,9% | 20,0% | 62,5% | 3,2 | 0,9 | 0,1 | 0,3 | 4,8 |